# Xylopia conjungens
Xylopia conjungens är en kirimojaväxtart som beskrevs av Robert Elias Fries. Xylopia conjungens ingår i släktet Xylopia och familjen kirimojaväxter. Inga underarter finns listade i Catalogue of Life.